# Vida con mi viuda (novela)
Vida con mi viuda es una novela del narrador, ensayista y dramaturgo mexicano José Agustín. Escrita en el 2004, es la primera parte de una trilogía y ganó el Premio Mazatlán de Literatura en el 2005. 
La trama tiene como protagonista a Onelio de la Sierra, un director de cine que un día cualquiera, al salir de su trabajo, ve morir en sus brazos a un hombre idéntico a él. En ese momento decide intercambiar identidades con el occiso con el fin de saber qué sucedería en su familia y su trabajo después de su muerte. Esta decisión, que de ninguna manera podía dejar pasar, le revela que también ha adquirido los compromisos de su nueva identidad. Una identidad turbia y misteriosa de un hombre ligado a una mafia muy conocida.
- Datos: Q6161643